# Potentilla anserina
Potentilla anserina é uma espécie de planta com flor pertencente à família Rosaceae. 
A autoridade científica da espécie é L., tendo sido publicada em Species Plantarum 1: 495. 1753.

## Portugal
Trata-se de uma espécie presente no território português, nomeadamente os seguintes táxones infraespecíficos:
- Potentilla anserina subsp. anserina - presente em Portugal Continental. Em termos de naturalidade é nativa da região atrás referida. Não se encontra protegida por legislação portuguesa ou da Comunidade Europeia.